# Collegio elettorale di Brescia (Regno d'Italia)
Il collegio elettorale di Brescia è stato un collegio elettorale uninominale e di lista del Regno d'Italia per l'elezione della Camera dei deputati.

## Storia
Il collegio uninominale venne istituito, insieme ad altri 442, tramite regio decreto 17 dicembre 1860, n. 4513.
Successivamente divenne collegio plurinominale tramite regio decreto 24 settembre 1882, n. 999, in seguito alla riforma che stabilì complessivamente 135 collegi elettorali.
Tornò poi ad essere un collegio uninominale tramite regio decreto 14 giugno 1891, n. 280, in seguito alla riforma che stabilì complessivamente 508 collegi elettorali.
In seguito divenne un collegio con scrutinio di lista con sistema proporzionale tramite regio decreto 10 settembre 1919, n. 1576, in seguito alla riforma che definì 54 collegi elettorali.
Il numero di collegi fu ridotto tramite regio decreto 2 aprile 1921, n. 320, in seguito alla riforma che definì 40 collegi elettorali.
Fu soppresso definitivamente con l'istituzione del collegio unico nazionale tramite regio decreto del 13 dicembre 1923, n. 2694.
| Legislature           | VIII | IX   | X    | XI   | XII  | XIII | XIV  | XV   | XVI  | XVII | XVIII | XIX  | XX   | XXI  | XXII | XXIII | XXIV | XXV  | XXVI | XXVII | XXVIII | XXIX | XXX  |
| --------------------- | ---- | ---- | ---- | ---- | ---- | ---- | ---- | ---- | ---- | ---- | ----- | ---- | ---- | ---- | ---- | ----- | ---- | ---- | ---- | ----- | ------ | ---- | ---- |
| Elezioni              | 1861 | 1865 | 1867 | 1870 | 1874 | 1876 | 1880 | 1882 | 1886 | 1890 | 1892  | 1895 | 1897 | 1900 | 1904 | 1909  | 1913 | 1919 | 1921 | 1924  | 1929   | 1934 | 1939 |
| Deputati nel collegio | 1    | 1    | 1    | 1    | 1    | 1    | 1    | 5    | 5    | 5    | 1     | 1    | 1    | 1    | 1    | 1     | 1    | 8    | 15   |       |        |      |      |
|                       |      |      |      |      |      |      |      |      |      |      |       |      |      |      |      |       |      |      |      |       |        |      |      |
| Totale eletti         | 443  | 493  | 493  | 508  | 508  | 508  | 508  | 508  | 508  | 508  | 508   | 508  | 508  | 508  | 508  | 508   | 508  | 508  | 535  | 535   | 400    | 400  |      |
| Numero collegi        | 443  | 493  | 493  | 508  | 508  | 508  | 508  | 135  | 135  | 135  | 508   | 508  | 508  | 508  | 508  | 508   | 508  | 54   | 40   | 15    | 1      | 1    |      |

## Territorio
| Periodo   | Comuni |
| --------- | --- |
| 1861–1882 | Brescia, Fiumicello Urago, Mompiano, San Bartolomeo, Sant'Alessandro, San Nazzaro Mella                                                                  |
| 1882–1891 | Comuni del Circondario di Breno, del Circondario di Salò e dei mandamenti di Brescia I, Brescia II, Brescia III, Gardone, Bovegno, Iseo, Rezzato e Adro. |
| 1891–1919 | Brescia |
| 1919–1921 | Comuni della Provincia di Brescia |
| 1921–1923 | Comuni della Provincia di Brescia e della Provincia di Bergamo                                                                                           |

## Eletti

### Uninominale
| Elezione                  | Elezione | Deputato            | Partito          |
| ------------------------- | -------- | ------------------- | ---------------- |
|                           | 1861     | Agostino Depretis   | Sinistra storica |
|                           | 1861     | Solone Reccagni     | Destra storica   |
| 1864                      |          | Solone Reccagni     | Destra storica   |
|                           | 1865     | Gaetano Facchi      | Destra storica   |
| 1867                      |          | Gaetano Facchi      | Destra storica   |
| 1870                      |          | Gaetano Facchi      | Destra storica   |
|                           | 1874     | Giuseppe Salvadego  | Destra storica   |
|                           | 1876     | Bonaventura Gerardi | Sinistra storica |
| 1880                      |          | Bonaventura Gerardi | Sinistra storica |
| (1882–1892) Plurinominale |          |                     |                  |
|                           | 1892     | Massimo Bonardi     | Sinistra storica |
| 1895                      |          | Massimo Bonardi     | Sinistra storica |
| 1897                      |          | Massimo Bonardi     | Sinistra storica |
| 1900                      |          | Massimo Bonardi     | Sinistra storica |
| 1904                      |          | Massimo Bonardi     | Sinistra storica |
|                           | 1905     | Giacomo Bonicelli   | Destra storica   |
| 1909                      |          | Giacomo Bonicelli   | Destra storica   |
|                           | 1913     | Giacomo Bonicelli   | Unione Liberale  |
| (1919–1923) Plurinominale |          |                     |                  |

### Plurinominale

#### 1882–1892
| Elezione | Sinistra storica                                                         | Estrema sinistra storica | Destra storica                   |
| -------- | ------------------------------------------------------------------------ | ------------------------ | -------------------------------- |
| Elezione |                                                                          |                          |                                  |
| 1882     | Giuseppe Zanardelli Bonaventura Gerardi Massimo Bonardi Oreste Baratieri | Onorato Comini           | –                                |
| 1886     | Giuseppe Zanardelli Bonaventura Gerardi Massimo Bonardi Oreste Baratieri | Onorato Comini           | –                                |
| 1887     |                                                                          |                          | Bortolo Benedini                 |
| 1890     | Giuseppe Zanardelli Oreste Baratieri Massimo Bonardi                     | –                        | Bortolo Benedini Pompeo Molmenti |

#### 1919–1923
| Elezione | Popolari | Socialisti                                                     | Costituzionali                               | Combattenti         |
| -------- | --- | -------------------------------------------------------------- | -------------------------------------------- | ------------------- |
| Elezione | |                                                                |                                              |                     |
| 1919     | Luigi Bazoli Giorgio Montini Giovanni Maria Longinotti Guido Salvadori                                                                            | Arturo Maestri Antonio Bianchi                                 | Carlo Bonardi                                | Guglielmo Ghislandi |
| 1921     | Giorgio Montini Giovanni Maria Longinotti Guido Salvadori Callisto Gavazzi Giuseppe Locatelli Carlo Bresciani Giuseppe Gavazzeni Evaristo Stefini | Domenico Viotto Arturo Maestri Giuseppe Bianchi Carlo Zilocchi | Carlo Bonardi Bortolo Belotti Marziale Ducos | –                   |

## Dati elettorali
Nel collegio si svolsero elezioni per diciannove legislature.

### VIII legislatura
Le votazioni si svolsero in 443 collegi uninominali a doppio turno. Come previsto dalla legge elettorale del 17 dicembre 1860, era eletto al primo turno il candidato che «riunisce in suo favore più del terzo dei voti del total numero dei membri componenti il collegio e più della metà dei suffragi dati dai votanti presenti all'adunanza» (art. 91). Se nessun candidato era eletto, al ballottaggio tra i due candidati con più voti era eletto chi otteneva il maggior numero di voti (art. 92) o, in caso di ugual numero di voti, il maggiore d'età (art. 93).
| Partito                            | Partito                            | Candidato                          | Primo turno 27 gennaio 1861 | Primo turno 27 gennaio 1861 | Ballottaggio 3 febbraio 1861 | Ballottaggio 3 febbraio 1861 |
| Partito                            | Partito                            | Candidato                          | Voti                        | %                           | Voti                         | %                            |
| ---------------------------------- | ---------------------------------- | ---------------------------------- | --------------------------- | --------------------------- | ---------------------------- | ---------------------------- |
|                                    | Sinistra storica                   | Agostino Depretis                  | 469                         | 66,52                       | 561                          | 69,09                        |
|                                    | Destra storica                     | Valentino Pasini                   | 236                         | 33,48                       | 251                          | 30,91                        |
|                                    |                                    |                                    |                             |                             |                              |                              |
| Iscritti                           | Iscritti                           | Iscritti                           | 1 810                       | 100,00                      | 1 810                        | 100,00                       |
| ↳ Votanti (% su iscritti)          | ↳ Votanti (% su iscritti)          | ↳ Votanti (% su iscritti)          | 764                         | 42,21                       | 818                          | 45,19                        |
| ↳ Voti validi (% su votanti)       | ↳ Voti validi (% su votanti)       | ↳ Voti validi (% su votanti)       | 705                         | 92,28                       | 812                          | 99,27                        |
| ↳ Schede non valide (% su votanti) | ↳ Schede non valide (% su votanti) | ↳ Schede non valide (% su votanti) | 59                          | 7,72                        | 6                            | 0,73                         |
| ↳ Astenuti (% su iscritti)         | ↳ Astenuti (% su iscritti)         | ↳ Astenuti (% su iscritti)         | 1 046                       | 57,79                       | 992                          | 54,81                        |

L'onorevole Depretis il 13 marzo 1861 optò per il  collegio di Stradella. Il collegio fu riconvocato per il 7 aprile.
| Partito                            | Partito                            | Candidato                          | Primo turno 7 aprile 1861 | Primo turno 7 aprile 1861 | Ballottaggio 14 aprile 1861 | Ballottaggio 14 aprile 1861 |
| Partito                            | Partito                            | Candidato                          | Voti                      | %                         | Voti                        | %                           |
| ---------------------------------- | ---------------------------------- | ---------------------------------- | ------------------------- | ------------------------- | --------------------------- | --------------------------- |
|                                    | Destra storica                     | Solone Reccagni                    | 15                        | 3,16                      | 430                         | 64,28                       |
|                                    | Destra storica                     | Giovanni Francesco Avesani         | 460                       | 96,84                     | 239                         | 35,72                       |
|                                    |                                    |                                    |                           |                           |                             |                             |
| Iscritti                           | Iscritti                           | Iscritti                           | 1 651                     | 100,00                    | 1 651                       | 100,00                      |
| ↳ Votanti (% su iscritti)          | ↳ Votanti (% su iscritti)          | ↳ Votanti (% su iscritti)          | 537                       | 32,53                     | 677                         | 41,01                       |
| ↳ Voti validi (% su votanti)       | ↳ Voti validi (% su votanti)       | ↳ Voti validi (% su votanti)       | 475                       | 88,45                     | 669                         | 98,82                       |
| ↳ Schede non valide (% su votanti) | ↳ Schede non valide (% su votanti) | ↳ Schede non valide (% su votanti) | 62                        | 11,55                     | 8                           | 1,18                        |
| ↳ Astenuti (% su iscritti)         | ↳ Astenuti (% su iscritti)         | ↳ Astenuti (% su iscritti)         | 1 114                     | 67,47                     | 974                         | 58,99                       |

L'onorevole Reccagni fu promosso al grado di tenente generale il 13 dicembre 1863 e conseguentemente decadde dalla carica. Il collegio fu riconvocato per 10 gennaio 1864.
| Partito                            | Partito                            | Candidato                          | Primo turno 10 gennaio 1864 | Primo turno 10 gennaio 1864 | Ballottaggio 17 gennaio 1864 | Ballottaggio 17 gennaio 1864 |
| Partito                            | Partito                            | Candidato                          | Voti                        | %                           | Voti                         | %                            |
| ---------------------------------- | ---------------------------------- | ---------------------------------- | --------------------------- | --------------------------- | ---------------------------- | ---------------------------- |
|                                    | Destra storica                     | Solone Reccagni                    | 438                         | 89,57                       | 328                          | 89,62                        |
|                                    | Destra storica                     | Diogene Valotti                    | 51                          | 10,43                       | 38                           | 10,38                        |
|                                    |                                    |                                    |                             |                             |                              |                              |
| Iscritti                           | Iscritti                           | Iscritti                           | 1 981                       | 100,00                      | 1 981                        | 100,00                       |
| ↳ Votanti (% su iscritti)          | ↳ Votanti (% su iscritti)          | ↳ Votanti (% su iscritti)          | 515                         | 26,00                       | 368                          | 18,58                        |
| ↳ Voti validi (% su votanti)       | ↳ Voti validi (% su votanti)       | ↳ Voti validi (% su votanti)       | 489                         | 94,95                       | 366                          | 99,46                        |
| ↳ Schede non valide (% su votanti) | ↳ Schede non valide (% su votanti) | ↳ Schede non valide (% su votanti) | 26                          | 5,05                        | 2                            | 0,54                         |
| ↳ Astenuti (% su iscritti)         | ↳ Astenuti (% su iscritti)         | ↳ Astenuti (% su iscritti)         | 1 466                       | 74,00                       | 1 613                        | 81,42                        |

Il deputato Reccagni muore mentre è ancora in carica, il 24 marzo 1865.

### IX legislatura
Le votazioni si svolsero in 493 collegi uninominali a doppio turno con la stessa normativa precedente (al primo turno un numero di voti maggiore di un terzo degli iscritti al voto).
| Partito                            | Partito                            | Candidato                          | Primo turno 22 ottobre 1865 | Primo turno 22 ottobre 1865 | Ballottaggio 29 ottobre 1865 | Ballottaggio 29 ottobre 1865 |
| Partito                            | Partito                            | Candidato                          | Voti                        | %                           | Voti                         | %                            |
| ---------------------------------- | ---------------------------------- | ---------------------------------- | --------------------------- | --------------------------- | ---------------------------- | ---------------------------- |
|                                    | Destra storica                     | Gaetano Facchi                     | 588                         | 73,04                       | 755                          | 70,17                        |
|                                    | Sinistra storica                   | Carlo Capra                        | 217                         | 26,96                       | 321                          | 29,83                        |
|                                    |                                    |                                    |                             |                             |                              |                              |
| Iscritti                           | Iscritti                           | Iscritti                           | 2 953                       | 100,00                      | 2 953                        | 100,00                       |
| ↳ Votanti (% su iscritti)          | ↳ Votanti (% su iscritti)          | ↳ Votanti (% su iscritti)          | 933                         | 31,59                       | 1 098                        | 37,18                        |
| ↳ Voti validi (% su votanti)       | ↳ Voti validi (% su votanti)       | ↳ Voti validi (% su votanti)       | 805                         | 86,28                       | 1 076                        | 98,00                        |
| ↳ Schede non valide (% su votanti) | ↳ Schede non valide (% su votanti) | ↳ Schede non valide (% su votanti) | 128                         | 13,72                       | 22                           | 2,00                         |
| ↳ Astenuti (% su iscritti)         | ↳ Astenuti (% su iscritti)         | ↳ Astenuti (% su iscritti)         | 2 020                       | 68,41                       | 1 855                        | 62,82                        |

### X legislatura
Le votazioni si svolsero in 493 collegi uninominali a doppio turno con la stessa normativa precedente (al primo turno un numero di voti maggiore di un terzo degli iscritti al voto).
| Partito                            | Partito                            | Candidato                          | Primo turno 10 marzo 1867 | Primo turno 10 marzo 1867 | Ballottaggio 17 marzo 1867 | Ballottaggio 17 marzo 1867 |
| Partito                            | Partito                            | Candidato                          | Voti                      | %                         | Voti                       | %                          |
| ---------------------------------- | ---------------------------------- | ---------------------------------- | ------------------------- | ------------------------- | -------------------------- | -------------------------- |
|                                    | Destra storica                     | Gaetano Facchi                     | 553                       | 61,38                     | 671                        | 67,64                      |
|                                    | Sinistra storica                   | Giovanni Mussi                     | 197                       | 21,86                     | 321                        | 32,36                      |
|                                    | Destra storica                     | Diogene Valottti                   | 151                       | 16,76                     |                            |                            |
|                                    |                                    |                                    |                           |                           |                            |                            |
| Iscritti                           | Iscritti                           | Iscritti                           | 2 610                     | 100,00                    | 2 610                      | 100,00                     |
| ↳ Votanti (% su iscritti)          | ↳ Votanti (% su iscritti)          | ↳ Votanti (% su iscritti)          | 951                       | 36,44                     | 1 001                      | 38,35                      |
| ↳ Voti validi (% su votanti)       | ↳ Voti validi (% su votanti)       | ↳ Voti validi (% su votanti)       | 901                       | 94,74                     | 992                        | 99,10                      |
| ↳ Schede non valide (% su votanti) | ↳ Schede non valide (% su votanti) | ↳ Schede non valide (% su votanti) | 50                        | 5,26                      | 9                          | 0,90                       |
| ↳ Astenuti (% su iscritti)         | ↳ Astenuti (% su iscritti)         | ↳ Astenuti (% su iscritti)         | 1 659                     | 63,56                     | 1 609                      | 61,65                      |

### XI legislatura
Le votazioni si svolsero in 508 collegi uninominali a doppio turno con la normativa del 1860 (al primo turno un numero di voti maggiore di un terzo degli iscritti al voto).
| Partito                            | Partito                            | Candidato                          | Primo turno 20 novembre 1870 | Primo turno 20 novembre 1870 | Ballottaggio 27 novembre 1870 | Ballottaggio 27 novembre 1870 |
| Partito                            | Partito                            | Candidato                          | Voti                         | %                            | Voti                          | %                             |
| ---------------------------------- | ---------------------------------- | ---------------------------------- | ---------------------------- | ---------------------------- | ----------------------------- | ----------------------------- |
|                                    | Destra storica                     | Gaetano Facchi                     | 304                          | 48,33                        | 417                           | 53,39                         |
|                                    | Sinistra storica                   | Giovanni Battista Formentini       | 325                          | 51,67                        | 364                           | 46,61                         |
|                                    |                                    |                                    |                              |                              |                               |                               |
| Iscritti                           | Iscritti                           | Iscritti                           | 2 268                        | 100,00                       | 2 268                         | 100,00                        |
| ↳ Votanti (% su iscritti)          | ↳ Votanti (% su iscritti)          | ↳ Votanti (% su iscritti)          | 669                          | 29,50                        | 787                           | 34,70                         |
| ↳ Voti validi (% su votanti)       | ↳ Voti validi (% su votanti)       | ↳ Voti validi (% su votanti)       | 629                          | 94,02                        | 781                           | 99,24                         |
| ↳ Schede non valide (% su votanti) | ↳ Schede non valide (% su votanti) | ↳ Schede non valide (% su votanti) | 40                           | 5,98                         | 6                             | 0,76                          |
| ↳ Astenuti (% su iscritti)         | ↳ Astenuti (% su iscritti)         | ↳ Astenuti (% su iscritti)         | 1 599                        | 70,50                        | 1 481                         | 65,30                         |

### XII legislatura
Le votazioni si svolsero in 508 collegi uninominali a doppio turno con la normativa del 1860 (al primo turno un numero di voti maggiore di un terzo degli iscritti al voto).
| Partito                            | Partito                            | Candidato                          | Primo turno 8 novembre 1874 | Primo turno 8 novembre 1874 | Ballottaggio 15 novembre 1874 | Ballottaggio 15 novembre 1874 |
| Partito                            | Partito                            | Candidato                          | Voti                        | %                           | Voti                          | %                             |
| ---------------------------------- | ---------------------------------- | ---------------------------------- | --------------------------- | --------------------------- | ----------------------------- | ----------------------------- |
|                                    | Destra storica                     | Giuseppe Salvadego                 | 529                         | 50,05                       | 686                           | 51,81                         |
|                                    | Sinistra storica                   | Giuseppe Zanardelli                | 528                         | 49,95                       | 638                           | 48,19                         |
|                                    |                                    |                                    |                             |                             |                               |                               |
| Iscritti                           | Iscritti                           | Iscritti                           | 2 022                       | 100,00                      | 2 022                         | 100,00                        |
| ↳ Votanti (% su iscritti)          | ↳ Votanti (% su iscritti)          | ↳ Votanti (% su iscritti)          | 1 132                       | 55,98                       | 1 347                         | 66,62                         |
| ↳ Voti validi (% su votanti)       | ↳ Voti validi (% su votanti)       | ↳ Voti validi (% su votanti)       | 1 057                       | 93,37                       | 1 324                         | 98,29                         |
| ↳ Schede non valide (% su votanti) | ↳ Schede non valide (% su votanti) | ↳ Schede non valide (% su votanti) | 75                          | 6,63                        | 23                            | 1,71                          |
| ↳ Astenuti (% su iscritti)         | ↳ Astenuti (% su iscritti)         | ↳ Astenuti (% su iscritti)         | 890                         | 44,02                       | 675                           | 33,38                         |

### XIII legislatura
Le votazioni si svolsero in 508 collegi uninominali a doppio turno con la normativa del 1860 (al primo turno un numero di voti maggiore di un terzo degli iscritti al voto).
| Partito                            | Partito                            | Candidato                          | Primo turno 5 novembre 1876 | Primo turno 5 novembre 1876 | Ballottaggio 12 novembre 1876 | Ballottaggio 12 novembre 1876 |
| Partito                            | Partito                            | Candidato                          | Voti                        | %                           | Voti                          | %                             |
| ---------------------------------- | ---------------------------------- | ---------------------------------- | --------------------------- | --------------------------- | ----------------------------- | ----------------------------- |
|                                    | Sinistra storica                   | Bonaventura Gerardi                | 698                         | 74,97                       | 687                           | 77,80                         |
|                                    | Destra storica                     | Giuseppe Guerzoni                  | 233                         | 25,03                       | 196                           | 22,20                         |
|                                    |                                    |                                    |                             |                             |                               |                               |
| Iscritti                           | Iscritti                           | Iscritti                           | 2 217                       | 100,00                      | 2 217                         | 100,00                        |
| ↳ Votanti (% su iscritti)          | ↳ Votanti (% su iscritti)          | ↳ Votanti (% su iscritti)          | 955                         | 43,08                       | 886                           | 39,96                         |
| ↳ Voti validi (% su votanti)       | ↳ Voti validi (% su votanti)       | ↳ Voti validi (% su votanti)       | 931                         | 97,49                       | 883                           | 99,66                         |
| ↳ Schede non valide (% su votanti) | ↳ Schede non valide (% su votanti) | ↳ Schede non valide (% su votanti) | 24                          | 2,51                        | 3                             | 0,34                          |
| ↳ Astenuti (% su iscritti)         | ↳ Astenuti (% su iscritti)         | ↳ Astenuti (% su iscritti)         | 1 262                       | 56,92                       | 1 331                         | 60,04                         |

### XIV legislatura
Le votazioni si svolsero in 508 collegi uninominali a doppio turno con la normativa del 1860 (al primo turno un numero di voti maggiore di un terzo degli iscritti al voto).
| Partito                            | Partito                            | Candidato                          | Primo turno 16 maggio 1880 | Primo turno 16 maggio 1880 | Ballottaggio 23 maggio 1880 | Ballottaggio 23 maggio 1880 |
| Partito                            | Partito                            | Candidato                          | Voti                       | %                          | Voti                        | %                           |
| ---------------------------------- | ---------------------------------- | ---------------------------------- | -------------------------- | -------------------------- | --------------------------- | --------------------------- |
|                                    | Sinistra storica                   | Bonaventura Gerardi                | 533                        | 45,13                      | 881                         | 51,70                       |
|                                    | Destra storica                     | Ludovico Bettoni                   | 648                        | 54,87                      | 823                         | 48,30                       |
|                                    |                                    |                                    |                            |                            |                             |                             |
| Iscritti                           | Iscritti                           | Iscritti                           | 2 315                      | 100,00                     | 2 315                       | 100,00                      |
| ↳ Votanti (% su iscritti)          | ↳ Votanti (% su iscritti)          | ↳ Votanti (% su iscritti)          | 1 246                      | 53,82                      | 1 716                       | 74,13                       |
| ↳ Voti validi (% su votanti)       | ↳ Voti validi (% su votanti)       | ↳ Voti validi (% su votanti)       | 1 181                      | 94,78                      | 1 704                       | 99,30                       |
| ↳ Schede non valide (% su votanti) | ↳ Schede non valide (% su votanti) | ↳ Schede non valide (% su votanti) | 65                         | 5,22                       | 12                          | 0,70                        |
| ↳ Astenuti (% su iscritti)         | ↳ Astenuti (% su iscritti)         | ↳ Astenuti (% su iscritti)         | 1 069                      | 46,18                      | 599                         | 25,87                       |

### XV legislatura
Le votazioni si svolsero in 135 collegi plurinominali a doppio turno. Come previsto dalla legge elettorale politica del 24 settembre 1882, erano eletti al primo turno i candidati che «hanno ottenuto il maggior numero di voti, purché questo numero oltrepassi l'ottavo del numero degli elettori iscritti» (art. 74) secondo il numero di deputati previsto per il collegio; se il numero di eletti era inferiore al numero di deputati, il ballottaggio era tra i non eletti (in numero doppio rispetto ai deputati ancora da eleggere) che avevano il maggior numero di voti (art. 75) ed era eletto chi otteneva il maggior numero di voti nella seconda votazione (art. 77) oppure, in caso di ugual numero di voti, il maggiore d'età (art. 78).
I candidati Benedini e Comini accedono al ballottaggio, come prescritto dalla legge, in quanto non hanno ottenuto un numero di voti maggiore di un ottavo del numero di iscritti al voto.
| Partito                    | Partito                    | Candidato                  | Primo turno 29 ottobre 1882 | Primo turno 29 ottobre 1882 | Ballottaggio 5 novembre 1882 | Ballottaggio 5 novembre 1882 |
| Partito                    | Partito                    | Candidato                  | Voti                        | %                           | Voti                         | %                            |
| -------------------------- | -------------------------- | -------------------------- | --------------------------- | --------------------------- | ---------------------------- | ---------------------------- |
|                            | Sinistra storica           | Giuseppe Zanardelli        | 11 720                      | 86,49                       |                              |                              |
|                            | Sinistra storica           | Bonaventura Gerardi        | 8 399                       | 61,98                       |                              |                              |
|                            | Sinistra storica           | Oreste Baratieri           | 8 345                       | 61,58                       |                              |                              |
|                            | Sinistra storica           | Massimo Bonardi            | 8 180                       | 60,36                       |                              |                              |
|                            | Estrema sinistra storica   | Onorato Comini             | 2 589                       | 19,11                       | 5 354                        | 49,62                        |
|                            | Destra storica             | Bortolo Benedini           | 2 727                       | 20,12                       | 5 193                        | 48,12                        |
|                            | Estrema sinistra storica   | Gabriele Rosa              | 2 551                       | 18,83                       |                              |                              |
|                            | Destra storica             | Giovanni Luscia            | 2 216                       | 16,35                       |                              |                              |
|                            | Estrema sinistra storica   | Marco Antonio Frigerio     | 1 667                       | 12,30                       |                              |                              |
|                            | Destra storica             | Ludovico Bettoni           | 201                         | 1,48                        |                              |                              |
|                            | Sinistra storica           | Francesco Glisenti         | 97                          | 0,72                        |                              |                              |
|                            |                            |                            |                             |                             |                              |                              |
| Iscritti                   | Iscritti                   | Iscritti                   | 28 043                      | 100,00                      | 28 043                       | 100,00                       |
| ↳ Votanti (% su iscritti)  | ↳ Votanti (% su iscritti)  | ↳ Votanti (% su iscritti)  | 13 551                      | 48,32                       | 10 791                       | 38,48                        |
| ↳ Astenuti (% su iscritti) | ↳ Astenuti (% su iscritti) | ↳ Astenuti (% su iscritti) | 14 492                      | 51,68                       | 17 252                       | 61,52                        |

Il deputato Baratieri viene sorteggiato per eccedenza del numero di deputati impiegati, viene quindi svolta un'elezione suppletiva.
| Partito                            | Partito                            | Candidato                          | Risultati 15 luglio 1883 | Risultati 15 luglio 1883 |
| Partito                            | Partito                            | Candidato                          | Voti                     | %                        |
| ---------------------------------- | ---------------------------------- | ---------------------------------- | ------------------------ | ------------------------ |
|                                    | Sinistra storica                   | Oreste Baratieri                   | 5 009                    | 97,66                    |
|                                    | Destra storica                     | Bortolo Benedini                   | 120                      | 2,34                     |
|                                    |                                    |                                    |                          |                          |
| Iscritti                           | Iscritti                           | Iscritti                           | 27 945                   | 100,00                   |
| ↳ Votanti (% su iscritti)          | ↳ Votanti (% su iscritti)          | ↳ Votanti (% su iscritti)          | 5 442                    | 19,47                    |
| ↳ Voti validi (% su votanti)       | ↳ Voti validi (% su votanti)       | ↳ Voti validi (% su votanti)       | 5 129                    | 94,25                    |
| ↳ Schede non valide (% su votanti) | ↳ Schede non valide (% su votanti) | ↳ Schede non valide (% su votanti) | 313                      | 5,75                     |
| ↳ Astenuti (% su iscritti)         | ↳ Astenuti (% su iscritti)         | ↳ Astenuti (% su iscritti)         | 22 503                   | 80,53                    |

L'elezione del deputato Baratieri venne annullata in quanto non vi erano posti vacanti nella categoria dei deputati impiegati. Venne quindi ripetuta un'elezione suppletiva.
| Partito                            | Partito                            | Candidato                          | Risultati 2 marzo 1884 | Risultati 2 marzo 1884 |
| Partito                            | Partito                            | Candidato                          | Voti                   | %                      |
| ---------------------------------- | ---------------------------------- | ---------------------------------- | ---------------------- | ---------------------- |
|                                    | Sinistra storica                   | Oreste Baratieri                   | 6 791                  | 75,66                  |
|                                    | —                                  | Cesare Nova                        | 1 250                  | 13,93                  |
|                                    | Estrema sinistra storica           | Amilcare Cipriani                  | 667                    | 7,43                   |
|                                    | Destra storica                     | Bortolo Benedini                   | 268                    | 2,99                   |
|                                    |                                    |                                    |                        |                        |
| Iscritti                           | Iscritti                           | Iscritti                           | 30 435                 | 100,00                 |
| ↳ Votanti (% su iscritti)          | ↳ Votanti (% su iscritti)          | ↳ Votanti (% su iscritti)          | 9 379                  | 30,82                  |
| ↳ Voti validi (% su votanti)       | ↳ Voti validi (% su votanti)       | ↳ Voti validi (% su votanti)       | 8 976                  | 95,70                  |
| ↳ Schede non valide (% su votanti) | ↳ Schede non valide (% su votanti) | ↳ Schede non valide (% su votanti) | 403                    | 4,30                   |
| ↳ Astenuti (% su iscritti)         | ↳ Astenuti (% su iscritti)         | ↳ Astenuti (% su iscritti)         | 21 056                 | 69,18                  |

L'elezione del deputato Baratieri venne annullata in quanto non vi erano posti vacanti nella categoria dei deputati impiegati. Venne quindi ripetuta un'elezione suppletiva.
| Partito                            | Partito                            | Candidato                          | Risultati 11 maggio 1884 | Risultati 11 maggio 1884 |
| Partito                            | Partito                            | Candidato                          | Voti                     | %                        |
| ---------------------------------- | ---------------------------------- | ---------------------------------- | ------------------------ | ------------------------ |
|                                    | Sinistra storica                   | Oreste Baratieri                   | 6 629                    | 98,76                    |
|                                    | Estrema sinistra storica           | Amilcare Cipriani                  | 83                       | 1,24                     |
|                                    |                                    |                                    |                          |                          |
| Iscritti                           | Iscritti                           | Iscritti                           | 30 425                   | 100,00                   |
| ↳ Votanti (% su iscritti)          | ↳ Votanti (% su iscritti)          | ↳ Votanti (% su iscritti)          | 7 043                    | 23,15                    |
| ↳ Voti validi (% su votanti)       | ↳ Voti validi (% su votanti)       | ↳ Voti validi (% su votanti)       | 6 712                    | 95,30                    |
| ↳ Schede non valide (% su votanti) | ↳ Schede non valide (% su votanti) | ↳ Schede non valide (% su votanti) | 331                      | 4,70                     |
| ↳ Astenuti (% su iscritti)         | ↳ Astenuti (% su iscritti)         | ↳ Astenuti (% su iscritti)         | 23 382                   | 76,85                    |

Il deputato Baratieri cessò per promozione a colonnello l'11 ottobre 1885. Venne quindi ripetuta un'elezione suppletiva.
| Partito                            | Partito                            | Candidato                          | Risultati 15 novembre 1885 | Risultati 15 novembre 1885 |
| Partito                            | Partito                            | Candidato                          | Voti                       | %                          |
| ---------------------------------- | ---------------------------------- | ---------------------------------- | -------------------------- | -------------------------- |
|                                    | Sinistra storica                   | Oreste Baratieri                   | 6 226                      | 87,06                      |
|                                    | Repubblicano                       | Pietro Sbarbaro                    | 925                        | 12,94                      |
|                                    |                                    |                                    |                            |                            |
| Iscritti                           | Iscritti                           | Iscritti                           | 27 808                     | 100,00                     |
| ↳ Votanti (% su iscritti)          | ↳ Votanti (% su iscritti)          | ↳ Votanti (% su iscritti)          | 7 384                      | 26,55                      |
| ↳ Voti validi (% su votanti)       | ↳ Voti validi (% su votanti)       | ↳ Voti validi (% su votanti)       | 7 151                      | 96,84                      |
| ↳ Schede non valide (% su votanti) | ↳ Schede non valide (% su votanti) | ↳ Schede non valide (% su votanti) | 233                        | 3,16                       |
| ↳ Astenuti (% su iscritti)         | ↳ Astenuti (% su iscritti)         | ↳ Astenuti (% su iscritti)         | 20 424                     | 73,45                      |

### XVI legislatura
Le votazioni si svolsero in 135 collegi plurinominali a doppio turno con la normativa del 1882 (al primo turno un numero di voti maggiore di un ottavo degli iscritti al voto).
I candidati Comini e  Finzi accedono al ballottaggio, come prescritto dalla legge, in quanto non hanno ottenuto un numero di voti maggiore di un ottavo del numero di iscritti al voto.
| Partito                    | Partito                    | Candidato                  | Primo turno 23 maggio 1886 | Primo turno 23 maggio 1886 | Ballottaggio 30 maggio 1886 | Ballottaggio 30 maggio 1886 |
| Partito                    | Partito                    | Candidato                  | Voti                       | %                          | Voti                        | %                           |
| -------------------------- | -------------------------- | -------------------------- | -------------------------- | -------------------------- | --------------------------- | --------------------------- |
|                            | Sinistra storica           | Giuseppe Zanardelli        | 9 778                      | 81,04                      |                             |                             |
|                            | Sinistra storica           | Bonaventura Gerardi        | 8 803                      | 72,96                      |                             |                             |
|                            | Sinistra storica           | Massimo Bonardi            | 7 984                      | 66,17                      |                             |                             |
|                            | Sinistra storica           | Oreste Baratieri           | 7 429                      | 61,57                      |                             |                             |
|                            | Estrema sinistra storica   | Onorato Comini             | 2 965                      | 24,57                      | 6 922                       | 67,77                       |
|                            | Sinistra storica           | Giuseppe Finzi             | 2 114                      | 17,52                      | 3 147                       | 30,81                       |
|                            | Destra storica             | Carlo Plebani              | 1 827                      | 15,14                      |                             |                             |
|                            | —                          | Luigi Fomasi               | 807                        | 6,69                       |                             |                             |
|                            | —                          | Bortolo Morenzi            | 741                        | 6,14                       |                             |                             |
|                            | Operaio                    | Giuseppe Croce             | 216                        | 1,79                       |                             |                             |
|                            | Destra storica             | Emilio Lodrini             | 110                        | 0,91                       |                             |                             |
|                            | Estrema sinistra storica   | Amilcare Cipriani          | 104                        | 0,86                       |                             |                             |
|                            |                            |                            |                            |                            |                             |                             |
| Iscritti                   | Iscritti                   | Iscritti                   | 30 469                     | 100,00                     | 30 469                      | 100,00                      |
| ↳ Votanti (% su iscritti)  | ↳ Votanti (% su iscritti)  | ↳ Votanti (% su iscritti)  | 12 066                     | 39,60                      | 10 214                      | 33,52                       |
| ↳ Astenuti (% su iscritti) | ↳ Astenuti (% su iscritti) | ↳ Astenuti (% su iscritti) | 18 403                     | 60,40                      | 20 255                      | 66,48                       |

Il 12 marzo 1887 il deputato Oreste Baratieri venne sorteggiato per eccedenza nel numero dei deputati impiegati. Si tenne quindi un'elezione suppletiva.
| Partito                            | Partito                            | Candidato                          | Risultati 3 aprile 1887 | Risultati 3 aprile 1887 |
| Partito                            | Partito                            | Candidato                          | Voti                    | %                       |
| ---------------------------------- | ---------------------------------- | ---------------------------------- | ----------------------- | ----------------------- |
|                                    | Sinistra storica                   | Oreste Baratieri                   | 5 833                   | 98,08                   |
|                                    | Destra storica                     | Bortolo Benedini                   | 114                     | 1,92                    |
|                                    |                                    |                                    |                         |                         |
| Iscritti                           | Iscritti                           | Iscritti                           | 30 366                  | 100,00                  |
| ↳ Votanti (% su iscritti)          | ↳ Votanti (% su iscritti)          | ↳ Votanti (% su iscritti)          | 6 160                   | 20,29                   |
| ↳ Voti validi (% su votanti)       | ↳ Voti validi (% su votanti)       | ↳ Voti validi (% su votanti)       | 5 947                   | 96,54                   |
| ↳ Schede non valide (% su votanti) | ↳ Schede non valide (% su votanti) | ↳ Schede non valide (% su votanti) | 213                     | 3,46                    |
| ↳ Astenuti (% su iscritti)         | ↳ Astenuti (% su iscritti)         | ↳ Astenuti (% su iscritti)         | 24 206                  | 79,71                   |

Il 4 aprile 1887 i deputati Zanardelli e Gerardi cessarono dalla carica in quanto nominati, rispettivamente ministro di grazia e giustizia e segretario al Ministero delle Finanze nel governo Depretis VIII. Si tenne quindi un'elezione suppletiva per i due seggi vacanti.
| Partito                    | Partito                    | Candidato                  | Risultati 8 maggio 1887 | Risultati 8 maggio 1887 |
| Partito                    | Partito                    | Candidato                  | Voti                    | %                       |
| -------------------------- | -------------------------- | -------------------------- | ----------------------- | ----------------------- |
|                            | Sinistra storica           | Giuseppe Zanardelli        | 10 284                  | 97,18                   |
|                            | Sinistra storica           | Bonaventura Gerardi        | 9 615                   | 90,86                   |
|                            |                            |                            |                         |                         |
| Iscritti                   | Iscritti                   | Iscritti                   | 30 635                  | 100,00                  |
| ↳ Votanti (% su iscritti)  | ↳ Votanti (% su iscritti)  | ↳ Votanti (% su iscritti)  | 10 582                  | 34,54                   |
| ↳ Astenuti (% su iscritti) | ↳ Astenuti (% su iscritti) | ↳ Astenuti (% su iscritti) | 20 053                  | 65,46                   |

Il 6 giugno 1887 il deputato Oreste Baratieri venne nuovamente sorteggiato per eccedenza nel numero dei deputati impiegati. Si tenne quindi un'ulteriore elezione suppletiva.
| Partito                            | Partito                            | Candidato                          | Primo turno 3 luglio 1887 | Primo turno 3 luglio 1887 | Ballottaggio 10 luglio 1887 | Ballottaggio 10 luglio 1887 |
| Partito                            | Partito                            | Candidato                          | Voti                      | %                         | Voti                        | %                           |
| ---------------------------------- | ---------------------------------- | ---------------------------------- | ------------------------- | ------------------------- | --------------------------- | --------------------------- |
|                                    | Destra storica                     | Bortolo Benedini                   | 3 309                     | 45,68                     | 6 912                       | 57,78                       |
|                                    | —                                  | Vitaliano Gennaro                  | 3 579                     | 49,41                     | 5 050                       | 42,22                       |
|                                    | Sinistra storica                   | Oreste Baratieri                   | 356                       | 4,91                      |                             |                             |
|                                    |                                    |                                    |                           |                           |                             |                             |
| Iscritti                           | Iscritti                           | Iscritti                           | 30 560                    | 100,00                    | 30 560                      | 100,00                      |
| ↳ Votanti (% su iscritti)          | ↳ Votanti (% su iscritti)          | ↳ Votanti (% su iscritti)          | 7 488                     | 24,50                     | 11 988                      | 39,23                       |
| ↳ Voti validi (% su votanti)       | ↳ Voti validi (% su votanti)       | ↳ Voti validi (% su votanti)       | 7 244                     | 96,74                     | 11 962                      | 99,78                       |
| ↳ Schede non valide (% su votanti) | ↳ Schede non valide (% su votanti) | ↳ Schede non valide (% su votanti) | 244                       | 3,26                      | 26                          | 0,22                        |
| ↳ Astenuti (% su iscritti)         | ↳ Astenuti (% su iscritti)         | ↳ Astenuti (% su iscritti)         | 23 072                    | 75,50                     | 18 572                      | 60,77                       |

### XVII legislatura
Le votazioni si svolsero in 135 collegi plurinominali a doppio turno con la normativa del 1882 (al primo turno un numero di voti maggiore di un ottavo degli iscritti al voto).
| Partito                    | Partito                    | Candidato                  | Risultati 23 novembre 1890 | Risultati 23 novembre 1890 |
| Partito                    | Partito                    | Candidato                  | Voti                       | %                          |
| -------------------------- | -------------------------- | -------------------------- | -------------------------- | -------------------------- |
|                            | Sinistra storica           | Giuseppe Zanardelli        | 10 202                     | 82,41                      |
|                            | Sinistra storica           | Oreste Baratieri           | 7 479                      | 60,42                      |
|                            | Sinistra storica           | Massimo Bonardi            | 7 094                      | 57,31                      |
|                            | Destra storica             | Bortolo Benedini           | 5 703                      | 46,07                      |
|                            | Estrema destra storica     | Pompeo Molmenti            | 4 705                      | 38,01                      |
|                            | Estrema sinistra storica   | Onorato Comini             | 3 865                      | 31,22                      |
|                            | —                          | Vitaliano Gennaro          | 143                        | 1,16                       |
|                            |                            |                            |                            |                            |
| Iscritti                   | Iscritti                   | Iscritti                   | 33 039                     | 100,00                     |
| ↳ Votanti (% su iscritti)  | ↳ Votanti (% su iscritti)  | ↳ Votanti (% su iscritti)  | 12 379                     | 37,47                      |
| ↳ Astenuti (% su iscritti) | ↳ Astenuti (% su iscritti) | ↳ Astenuti (% su iscritti) | 20 660                     | 62,53                      |

### XVIII legislatura

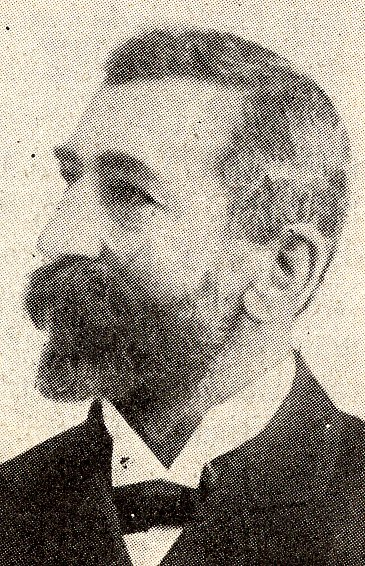
Massimo Bonardi, deputato dal 1882 al 1905.

Le votazioni si svolsero in 508 collegi uninominali a doppio turno. Come previsto dalla legge elettorale politica del 28 giugno 1892, era eletto al primo turno il candidato che «ha ottenuto un numero di voti maggiore del sesto del numero totale degli elettori iscritti nella lista del collegio e più della metà dei suffragi dati dai votanti» escludendo le schede nulle (art. 74). Se nessun candidato era eletto, al ballottaggio tra i due candidati con più voti (art. 75) era eletto chi otteneva il maggior numero di voti oppure, in caso di ugual numero di voti, il maggiore d'età (art. 77).
| Partito                            | Partito                            | Candidato                          | Risultati 6 novembre 1892 | Risultati 6 novembre 1892 |
| Partito                            | Partito                            | Candidato                          | Voti                      | %                         |
| ---------------------------------- | ---------------------------------- | ---------------------------------- | ------------------------- | ------------------------- |
|                                    | Sinistra storica                   | Massimo Bonardi                    | 1 466                     | 59,42                     |
|                                    | Repubblicano                       | Onorato Comini                     | 1 001                     | 40,58                     |
|                                    |                                    |                                    |                           |                           |
| Iscritti                           | Iscritti                           | Iscritti                           | 6 739                     | 100,00                    |
| ↳ Votanti (% su iscritti)          | ↳ Votanti (% su iscritti)          | ↳ Votanti (% su iscritti)          | 2 565                     | 38,06                     |
| ↳ Voti validi (% su votanti)       | ↳ Voti validi (% su votanti)       | ↳ Voti validi (% su votanti)       | 2 467                     | 96,18                     |
| ↳ Schede non valide (% su votanti) | ↳ Schede non valide (% su votanti) | ↳ Schede non valide (% su votanti) | 98                        | 3,82                      |
| ↳ Astenuti (% su iscritti)         | ↳ Astenuti (% su iscritti)         | ↳ Astenuti (% su iscritti)         | 4 174                     | 61,94                     |

### XIX legislatura
Le votazioni si svolsero in 508 collegi uninominali a doppio turno con la normativa del 1892 (al primo turno un numero di voti maggiore di un sesto degli iscritti al voto).
| Partito                            | Partito                            | Candidato                          | Risultati 26 maggio 1895 | Risultati 26 maggio 1895 |
| Partito                            | Partito                            | Candidato                          | Voti                     | %                        |
| ---------------------------------- | ---------------------------------- | ---------------------------------- | ------------------------ | ------------------------ |
|                                    | Sinistra storica                   | Massimo Bonardi                    | 1 868                    | 52,34                    |
|                                    | Destra storica                     | Vincenzo Bettoni Cazzago           | 1 701                    | 47,66                    |
|                                    |                                    |                                    |                          |                          |
| Iscritti                           | Iscritti                           | Iscritti                           | 5 377                    | 100,00                   |
| ↳ Votanti (% su iscritti)          | ↳ Votanti (% su iscritti)          | ↳ Votanti (% su iscritti)          | 3 669                    | 68,24                    |
| ↳ Voti validi (% su votanti)       | ↳ Voti validi (% su votanti)       | ↳ Voti validi (% su votanti)       | 3 569                    | 97,27                    |
| ↳ Schede non valide (% su votanti) | ↳ Schede non valide (% su votanti) | ↳ Schede non valide (% su votanti) | 100                      | 2,73                     |
| ↳ Astenuti (% su iscritti)         | ↳ Astenuti (% su iscritti)         | ↳ Astenuti (% su iscritti)         | 1 708                    | 31,76                    |

### XX legislatura
Le votazioni si svolsero in 508 collegi uninominali a doppio turno con la normativa del 1892 (al primo turno un numero di voti maggiore di un sesto degli iscritti al voto).
| Partito                            | Partito                            | Candidato                          | Risultati 21 marzo 1897 | Risultati 21 marzo 1897 |
| Partito                            | Partito                            | Candidato                          | Voti                    | %                       |
| ---------------------------------- | ---------------------------------- | ---------------------------------- | ----------------------- | ----------------------- |
|                                    | Sinistra storica                   | Massimo Bonardi                    | 1 607                   | 58,46                   |
|                                    | Destra storica                     | Giuseppe Borghetti                 | 650                     | 23,64                   |
|                                    | Repubblicano                       | Cesare Nova                        | 247                     | 8,99                    |
|                                    | Socialista                         | Garzia Cassola                     | 245                     | 8,91                    |
|                                    |                                    |                                    |                         |                         |
| Iscritti                           | Iscritti                           | Iscritti                           | 5 286                   | 100,00                  |
| ↳ Votanti (% su iscritti)          | ↳ Votanti (% su iscritti)          | ↳ Votanti (% su iscritti)          | 2 812                   | 53,20                   |
| ↳ Voti validi (% su votanti)       | ↳ Voti validi (% su votanti)       | ↳ Voti validi (% su votanti)       | 2 749                   | 97,76                   |
| ↳ Schede non valide (% su votanti) | ↳ Schede non valide (% su votanti) | ↳ Schede non valide (% su votanti) | 63                      | 2,24                    |
| ↳ Astenuti (% su iscritti)         | ↳ Astenuti (% su iscritti)         | ↳ Astenuti (% su iscritti)         | 2 474                   | 46,80                   |

### XXI legislatura
Le votazioni si svolsero in 508 collegi uninominali a doppio turno con la normativa del 1892 (al primo turno un numero di voti maggiore di un sesto degli iscritti al voto).
| Partito                            | Partito                            | Candidato                          | Risultati 3 giugno 1900 | Risultati 3 giugno 1900 |
| Partito                            | Partito                            | Candidato                          | Voti                    | %                       |
| ---------------------------------- | ---------------------------------- | ---------------------------------- | ----------------------- | ----------------------- |
|                                    | Sinistra storica                   | Massimo Bonardi                    | 1 692                   | 57,98                   |
|                                    | Repubblicano                       | Onorato Comini                     | 1 226                   | 42,02                   |
|                                    |                                    |                                    |                         |                         |
| Iscritti                           | Iscritti                           | Iscritti                           | 6 056                   | 100,00                  |
| ↳ Votanti (% su iscritti)          | ↳ Votanti (% su iscritti)          | ↳ Votanti (% su iscritti)          | 3 069                   | 50,68                   |
| ↳ Voti validi (% su votanti)       | ↳ Voti validi (% su votanti)       | ↳ Voti validi (% su votanti)       | 2 918                   | 95,08                   |
| ↳ Schede non valide (% su votanti) | ↳ Schede non valide (% su votanti) | ↳ Schede non valide (% su votanti) | 151                     | 4,92                    |
| ↳ Astenuti (% su iscritti)         | ↳ Astenuti (% su iscritti)         | ↳ Astenuti (% su iscritti)         | 2 987                   | 49,32                   |

### XXII legislatura

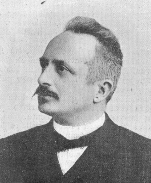
Giacomo Bonicelli, deputato dal 1905 al 1919.

Le votazioni si svolsero in 508 collegi uninominali a doppio turno con la normativa del 1892 (al primo turno un numero di voti maggiore di un sesto degli iscritti al voto).
| Partito                            | Partito                            | Candidato                          | Risultati 6 novembre 1904 | Risultati 6 novembre 1904 |
| Partito                            | Partito                            | Candidato                          | Voti                      | %                         |
| ---------------------------------- | ---------------------------------- | ---------------------------------- | ------------------------- | ------------------------- |
|                                    | Sinistra storica                   | Massimo Bonardi                    | 2 732                     | 68,25                     |
|                                    | Socialista                         | Claudio Treves                     | 1 271                     | 31,75                     |
|                                    |                                    |                                    |                           |                           |
| Iscritti                           | Iscritti                           | Iscritti                           | 7 151                     | 100,00                    |
| ↳ Votanti (% su iscritti)          | ↳ Votanti (% su iscritti)          | ↳ Votanti (% su iscritti)          | 4 168                     | 58,29                     |
| ↳ Voti validi (% su votanti)       | ↳ Voti validi (% su votanti)       | ↳ Voti validi (% su votanti)       | 4 003                     | 96,04                     |
| ↳ Schede non valide (% su votanti) | ↳ Schede non valide (% su votanti) | ↳ Schede non valide (% su votanti) | 165                       | 3,96                      |
| ↳ Astenuti (% su iscritti)         | ↳ Astenuti (% su iscritti)         | ↳ Astenuti (% su iscritti)         | 2 983                     | 41,71                     |

| Partito                            | Partito                            | Candidato                          | Primo turno 26 marzo 1905 | Primo turno 26 marzo 1905 | Ballottaggio 2 aprile 1905 | Ballottaggio 2 aprile 1905 |
| Partito                            | Partito                            | Candidato                          | Voti                      | %                         | Voti                       | %                          |
| ---------------------------------- | ---------------------------------- | ---------------------------------- | ------------------------- | ------------------------- | -------------------------- | -------------------------- |
|                                    | Destra storica                     | Giacomo Bonicelli                  | 2 023                     | 44,24                     | 2 768                      | 96,82                      |
|                                    | Sinistra storica                   | Girolamo Orefici                   | 1 052                     | 23,00                     | 91                         | 3,18                       |
|                                    | Socialista                         | Claudio Treves                     | 909                       | 19,88                     |                            |                            |
|                                    | Repubblicano                       | Onorato Comini                     | 589                       | 12,88                     |                            |                            |
|                                    |                                    |                                    |                           |                           |                            |                            |
| Iscritti                           | Iscritti                           | Iscritti                           | 7 114                     | 100,00                    | 7 114                      | 100,00                     |
| ↳ Votanti (% su iscritti)          | ↳ Votanti (% su iscritti)          | ↳ Votanti (% su iscritti)          | 5 315                     | 74,71                     | 3 028                      | 42,56                      |
| ↳ Voti validi (% su votanti)       | ↳ Voti validi (% su votanti)       | ↳ Voti validi (% su votanti)       | 4 573                     | 86,04                     | 2 859                      | 94,42                      |
| ↳ Schede non valide (% su votanti) | ↳ Schede non valide (% su votanti) | ↳ Schede non valide (% su votanti) | 742                       | 13,96                     | 169                        | 5,58                       |
| ↳ Astenuti (% su iscritti)         | ↳ Astenuti (% su iscritti)         | ↳ Astenuti (% su iscritti)         | 1 799                     | 25,29                     | 4 086                      | 57,44                      |

### XXIII legislatura
Le votazioni si svolsero in 508 collegi uninominali a doppio turno con la normativa del 1892 (al primo turno un numero di voti maggiore di un sesto degli iscritti al voto).
| Partito                            | Partito                            | Candidato                          | Risultati 7 marzo 1909 | Risultati 7 marzo 1909 |
| Partito                            | Partito                            | Candidato                          | Voti                   | %                      |
| ---------------------------------- | ---------------------------------- | ---------------------------------- | ---------------------- | ---------------------- |
|                                    | Destra storica                     | Giacomo Bonicelli                  | 3 246                  | 51,26                  |
|                                    | Repubblicano                       | Onorato Comini                     | 2 970                  | 46,90                  |
|                                    | Sindacalista                       | Ferdinando Salmi                   | 117                    | 1,85                   |
|                                    |                                    |                                    |                        |                        |
| Iscritti                           | Iscritti                           | Iscritti                           | 8 829                  | 100,00                 |
| ↳ Votanti (% su iscritti)          | ↳ Votanti (% su iscritti)          | ↳ Votanti (% su iscritti)          | 6 555                  | 74,24                  |
| ↳ Voti validi (% su votanti)       | ↳ Voti validi (% su votanti)       | ↳ Voti validi (% su votanti)       | 6 333                  | 96,61                  |
| ↳ Schede non valide (% su votanti) | ↳ Schede non valide (% su votanti) | ↳ Schede non valide (% su votanti) | 222                    | 3,39                   |
| ↳ Astenuti (% su iscritti)         | ↳ Astenuti (% su iscritti)         | ↳ Astenuti (% su iscritti)         | 2 274                  | 25,76                  |

### XXIV legislatura
Le votazioni si svolsero negli stessi 508 collegi uninominali già esistenti ma, come previsto dal regio decreto del 26 giugno 1913, era eletto al primo turno il candidato che «ha ottenuto un numero di voti maggiore del decimo del numero totale degli elettori del collegio e più della metà dei suffragi dati dai votanti» escludendo le schede nulle (art. 91). Se nessun candidato era eletto, al ballottaggio tra i due candidati con più voti (art. 92) era eletto chi otteneva il maggior numero di voti oppure, in caso di ugual numero di voti, il maggiore d'età (art. 93).
| Partito                            | Partito                            | Candidato                          | Risultati 26 ottobre 1913 | Risultati 26 ottobre 1913 |
| Partito                            | Partito                            | Candidato                          | Voti                      | %                         |
| ---------------------------------- | ---------------------------------- | ---------------------------------- | ------------------------- | ------------------------- |
|                                    | Unione Liberale                    | Giacomo Bonicelli                  | 6 289                     | 52,27                     |
|                                    | Blocco Popolare (Rep-Rad-Lib)      | Girolamo Orefici                   | 4 384                     | 36,44                     |
|                                    | Socialista                         | Claudio Treves                     | 1 358                     | 11,29                     |
|                                    |                                    |                                    |                           |                           |
| Iscritti                           | Iscritti                           | Iscritti                           | 18 134                    | 100,00                    |
| ↳ Votanti (% su iscritti)          | ↳ Votanti (% su iscritti)          | ↳ Votanti (% su iscritti)          | 12 139                    | 66,94                     |
| ↳ Voti validi (% su votanti)       | ↳ Voti validi (% su votanti)       | ↳ Voti validi (% su votanti)       | 12 031                    | 99,11                     |
| ↳ Schede non valide (% su votanti) | ↳ Schede non valide (% su votanti) | ↳ Schede non valide (% su votanti) | 108                       | 0,89                      |
| ↳ Astenuti (% su iscritti)         | ↳ Astenuti (% su iscritti)         | ↳ Astenuti (% su iscritti)         | 5 995                     | 33,06                     |

### XXV legislatura
Le votazioni si svolsero in 54 collegi di lista. Come previsto dal regio decreto del 2 settembre 1919, il numero di eletti per ogni lista era calcolato sulla base dei voti di lista e sul numero di voti dei candidati al di fuori della propria lista; la graduatoria tra i candidati era calcolata sommando i voti di lista e i propri voti di preferenza sia nella lista sia fuori dalla lista (art. 84).
| Partito                            | Partito                            | Risultati 16 novembre 1919 | Risultati 16 novembre 1919 | Risultati 16 novembre 1919 | Seggi | Seggi |
| Partito                            | Partito                            | Voti                       | %                          | ±                          | Num   | ±     |
| ---------------------------------- | ---------------------------------- | -------------------------- | -------------------------- | -------------------------- | ----- | ----- |
|                                    | Popolare                           | 44 962                     | 50,79                      | n.d.                       | 4     | n.d.  |
|                                    | Socialista ufficiale               | 23 406                     | 26,44                      | n.d.                       | 2     | n.d.  |
|                                    | Democratico                        | 18 929                     | 21,38                      | n.d.                       | 1     | n.d.  |
|                                    | Combattenti                        | 1 224                      | 1,38                       | n.d.                       | 1     | n.d.  |
|                                    |                                    |                            |                            |                            |       |       |
| Iscritti                           | Iscritti                           | 176 540                    | 100,00                     |                            |       |       |
| ↳ Votanti (% su iscritti)          | ↳ Votanti (% su iscritti)          | 89 213                     | 50,53                      | - 16,41                    |       |       |
| ↳ Voti validi (% su votanti)       | ↳ Voti validi (% su votanti)       | 88 521                     | 99,22                      |                            |       |       |
| ↳ Schede non valide (% su votanti) | ↳ Schede non valide (% su votanti) | 692                        | 0,78                       |                            |       |       |
| ↳ Astenuti (% su iscritti)         | ↳ Astenuti (% su iscritti)         | 87 327                     | 49,47                      |                            |       |       |

| Eletti | Eletti                    |
| ------ | ------------------------- |
|        | Luigi Bazoli              |
|        | Giorgio Montini           |
|        | Giovanni Maria Longinotti |
|        | Guido Salvadori           |
|        | Arturo Maestri            |
|        | Antonio Bianchi           |
|        | Carlo Bonardi             |
|        | Guglielmo Ghislandi       |

### XXVI legislatura
Le votazioni si svolsero in 40 collegi (39 di lista e uno uninominale) con la normativa del 1919 che per i collegi di lista stabiliva il numero di eletti per ogni lista sulla base dei voti di lista e sul numero di voti dei candidati al di fuori della propria lista.
| Partito                            | Partito                            | Risultati 15 maggio 1921 | Risultati 15 maggio 1921 | Risultati 15 maggio 1921 | Seggi | Seggi |
| Partito                            | Partito                            | Voti                     | %                        | ±                        | Num   | ±     |
| ---------------------------------- | ---------------------------------- | ------------------------ | ------------------------ | ------------------------ | ----- | ----- |
|                                    | Popolare                           | 90 460                   | 44,27                    | - 6,52                   | 8     | + 4   |
|                                    | Socialista ufficiale               | 52 012                   | 25,45                    | - 0,99                   | 4     | + 2   |
|                                    | Blocco Nazionale                   | 43 358                   | 21,22                    | - 0,16                   | 3     | + 2   |
|                                    | Cristiano del Lavoro               | 8 737                    | 4,28                     | n.d.                     | 0     | n.d.  |
|                                    | Combattenti                        | 8 364                    | 4,09                     | + 2,71                   | 0     | - 1   |
|                                    | Comunista                          | 1 405                    | 0,69                     | n.d.                     | 0     | n.d.  |
|                                    |                                    |                          |                          |                          |       |       |
| Iscritti                           | Iscritti                           | 331 761                  | 100,00                   |                          |       |       |
| ↳ Votanti (% su iscritti)          | ↳ Votanti (% su iscritti)          | 206 321                  | 62,19                    | + 11,66                  |       |       |
| ↳ Voti validi (% su votanti)       | ↳ Voti validi (% su votanti)       | 204 336                  | 99,04                    |                          |       |       |
| ↳ Schede non valide (% su votanti) | ↳ Schede non valide (% su votanti) | 1 985                    | 0,96                     |                          |       |       |
| ↳ Astenuti (% su iscritti)         | ↳ Astenuti (% su iscritti)         | 125 440                  | 37,81                    |                          |       |       |

| Eletti | Eletti                    |
| ------ | ------------------------- |
|        | Giovanni Maria Longinotti |
|        | Giorgio Montini           |
|        | Guido Salvadori           |
|        | Callisto Gavazzi          |
|        | Giuseppe Locatelli        |
|        | Carlo Bresciani           |
|        | Giuseppe Gavazzeni        |
|        | Evaristo Stefini          |
|        | Domenico Viotto           |
|        | Arturo Maestri            |
|        | Giuseppe Bianchi          |
|        | Carlo Zilocchi            |
|        | Carlo Bonardi             |
|        | Bortolo Belotti           |
|        | Marziale Ducos            |